# Болеслав Щуркевич
Болеслав Щуркевич (*18 серпня 1875, Львів — †23 вересня 1933, Закопане) — польський актор і театральний режисер, директор театру.

## Біографія
Він був сином Еліаша Щуркевича та Юлії, уродженої Баллон. У рідному місті навчався в приватній акторській школі Е. Деринга, в якому близько 1894 року відбувся його театральний дебют. Грав у провінційних галицьких оркестрах, потім у Лодзі та Варшаві, а з 1899 по 1905 рік (з перервою у 1901–1904 рр.) — у Польському театрі в Познані. З 1906 року він був актором, режисером, а з 1908 року також співдиректором (разом з Н. Млодзейовською, з якою одружився в 1908 році) першого постійного польського театру у Вільнюсі протягом багатьох років. Виступав з 1910 по 1912 рік у Краківському театрі, а потім у Познані разом із дружиною керував Польським театром з вересня 1912 року до кінця квітня 1914 року. Амбітну діяльність родини Щуркевичів, урочисто розпочату 6 вересня 1912 р. «Болеславом Смялим» Станіслава Виспянського та 8 жовтня 1912 р. оперою «Мазепа» А. Мюнхгаймера, було перервано початком I-ої світової війни . Виступав у польських театрах Москви та Києва, а наприкінці 1918 року повернувся з дружиною до Познані, де продовжив колишню діяльність. Він керував Польським театром одноосібно від осені 1918 до кінця сезону 1919/20, а також від 1920 до 1924 разом з Романом Желазовським, і знову одноосібно від 1924 до осені 1932 і разом з Теофілем Тшчинським до кінця грудня 1932. У Познані 17 квітня 1926 р. відзначив 30-річчя своєї мистецької праці в Польському театрі. Зійшов зі сцени на початку 1933 року. 
Помер Болеслав Щуркевич 23 вересня 1933 року в Закопаному. Похований на Цвинтарі видатних людей Великопольщі в Познані (діл. 4-81).

### Професійна діяльність
Переломним періодом для познанського театру стало керівництво Щуркевича, який надавав перевагу польській сучасній драматургії (зокрема, постановки п’єс Л. Г. Морстіна, А. Новачинського, С. Пшибишевського, К. Х. Ростворовського, Т. Ріттнера, Ю. Жулавського), запровадження постійного режисерування і реформ в сценічній та театральній техніці. Під час його керівництва познанський театр представив майже всю драматургічну спадщину Юліуша Словацького (3 жовтня 1918 року він урочисто розпочав свою діяльність «Кордіан»ом, вперше поставленим у Познані), п’єси Станіслава Виспянського, які тут раніше не ставилися. (зокрема «Весілля» 25 листопада 1918 р., «Визволення» 7 жовтня 1920 р.) та багато творів із великого польського та зарубіжного репертуарів.

## Ордени та нагороди
- Золотий Хрест Заслуги (23 червня 1927)[6].

## Зовнішні посилання
- Болеслав Щуркевич на фотографіях у бібліотеці Polona